# Tractat de Gandamak

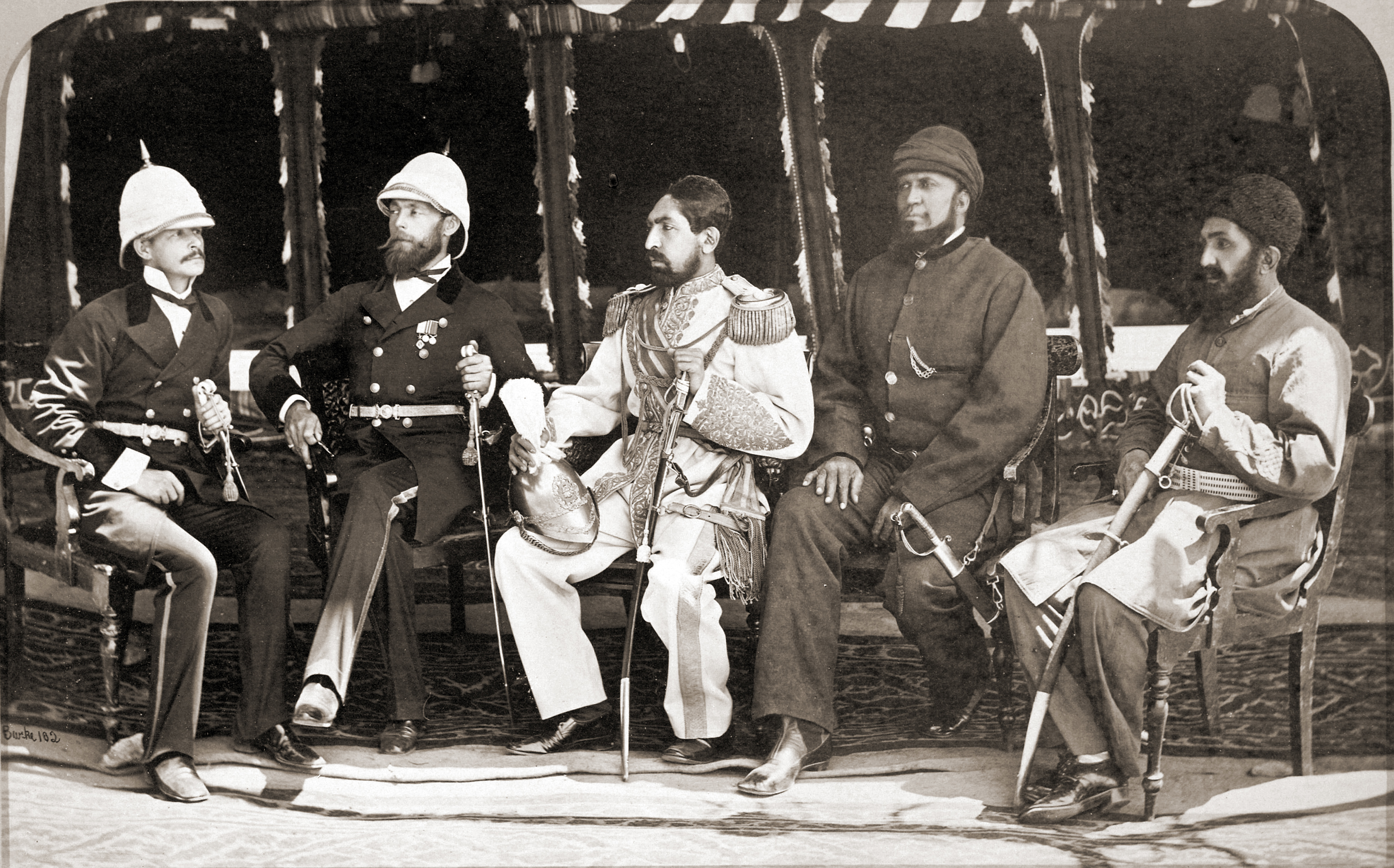
Mohammad Yaqub Khan de l'Afganistan (al mig) amb Sir Louis Cavagnari el 26 de maig de 1879

El Tractat de Gandamak va posar fi oficialment a la primera fase de la Segona guerra angloafganesa el 1879. Afganistan cedí diverses zones frontereres a la Gran Bretanya per evitar la invasió de més zones del país.

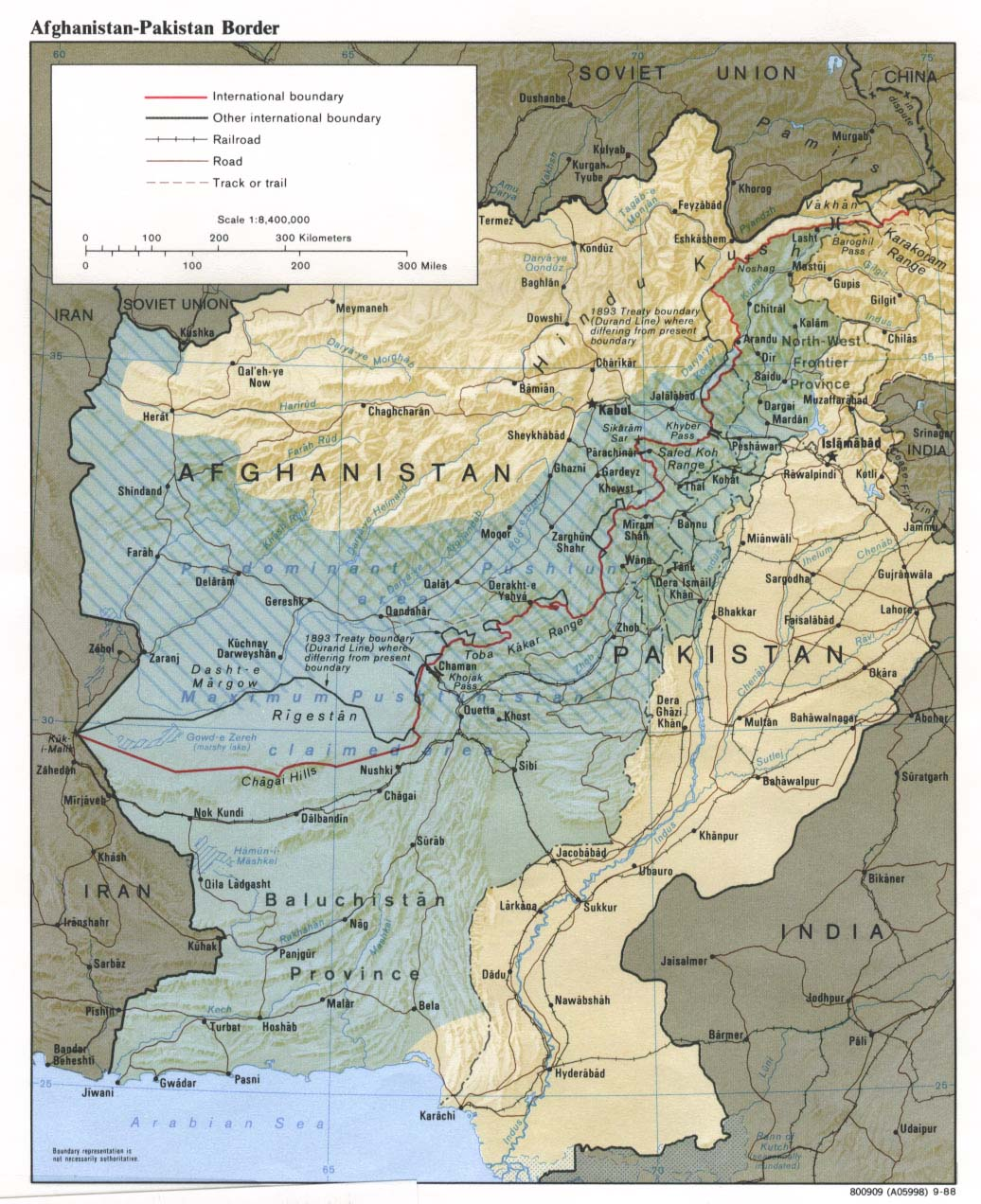
La línia Durand Line (en vermell) formava la frontera entre Afganistan i el British Raj.

Aquest tractat va ser signat el 26 de maig de 1879 per Mohammad Yaqub Khan d'Afghanistan i Sir Pierre Louis Napoleon Cavagnari del govern de l'Índia britànica a la població de Gandamak, a uns 140 km de Kabul. Aquest tractat va ser ratificat per Robert Bulwer-Lytton, Virrei del Raj Britànic, el 30 de maig de 1879.
La majoria dels historiadors consideren el tractat de Gandamak com el preludi de la segona fase de la Segona guerra angloafganesa, 1879-1880. El 21 de novembre de 1878 els britànics havien declarat la guerra a l'Afganistan en ocupar la Vall Korram i el Pas de Paywar, i en traslladar les seves forces armades via el Pas Khyber i Quetta cap a Jalalabad i Qandahar, respectivament. El 23 de desembre de 1878, l'emir Sher Ali va deixar Kabul i marxar cap a Turkestan per tractar d'aconseguir l'ajuda de Rússia. Sher Ali va morir el 21 de febrer de 1879 prop de Balkh i el seu fill, Mohammad Yaqub Khan, es va declarar emir d'Afghanistan. Essencialment feia l'emir de l'Afganistan un feudatari de la Corona Britànica.
Sota les provisions del tractat, l'emir va donar el control de les relacions exteriors de l'Afganistan als britànics i va permetre als britànics residir a Kabul. La jurisdicció sobre les valls de Korram i Pishin i el districte Sibi i el Pas Khaybar van ser transferits als britànics. El tractat va proporcionar contactes comercials i l'establiment d'una línia de telègraf entre Kabul i l'Índia britànica. Muhammad Yaqub va rebre un subsidi anual de 600.000 rúpies i es va amnistiar els afganesos que van col·laborar amb les tropes britàniques d'ocupació.
La Missió britànica dirigida per Cavagnari arribà a Kabul el 24 de juliol de 1879, però dos mesos després Cavagnari i tots els membres de la Missió van ser massacrats pels afganesos el 3 de setembre a Herat. Això va provocar la Segona guerra angloafganesa i l'expulsió de Yakub a l'Índia que finalment, després d'un regnat breu d'Ayyub Khan, fou proclamat Abd al-Rahman Khan com Emir d'Afghanistan, que va governar des del 22 de juliol de 1880 a l'1 d'octubre de 1901), un cosí de Yakub. Abd al-Raḥmān va acceptar tot el que estava previst al tractat excepte que va requerir que el agent britànic a Kabul havia de ser un indi musulmà enlloc d'un britànic (blanc cristià).